# Deodoro (Rio de Janeiro)
Deodoro is een wijk of bairro in het noordwesten van de Braziliaanse stad Rio de Janeiro.
Deodoro is een rustige wijk in de grote Westelijke Zone van de stad met middenklasse bewoning. De omliggende wijken zijn Vila Militar, Campo dos Afonsos, Marechal Hermes, Guadalupe en Ricardo de Albuquerque.
De wijk wordt doorkruist door een van de hoofdlijnen van de Braziliaanse spoorwegen en in de wijk is een van de belangrijkste spoorwegstations van Rio de Janeiro gelegen. Dit station werd in 1859 in gebruik genomen als Sapopemba, maar kreeg pas later, net als de wijk, de naam Deodoro in herdenking van de eerste president van de republiek Brazilië, maarschalk Manuel Deodoro da Fonseca.
De wijk is een van de vier wijken van Rio de Janeiro waarin de Olympische Zomerspelen 2016 en Paralympische Zomerspelen 2016 doorgaan, waardoor in de jaren voorafgaand aan de spelen een bijzonder grote hoeveelheid sportinfrastructuur in het park Parque Radical gelegen in de wijk werd bijgebouwd.